# Francesco Leonetti
Francesco Leonetti (* 27. Januar 1924 in Cosenza; † 17. Dezember 2017 in Mailand) war ein italienischer Schriftsteller und Dichter, der zur italienischen Neoavanguardia, einer literarischen Bewegung der sechziger Jahre zählte. Er lebte zuletzt in Mailand.

## Leben
Nach dem Studium der Philosophie lehrte Leonetti Philosophiegeschichte und leitete die Biblioteca Malatestiana in Cesena. Ab 1971 war er Dozent für Ästhetik in Brera.
Mit Pier Paolo Pasolini und Roberto Roversi begründete er 1955 die Zeitschrift Officina. Nach deren Einstellung im Jahr 1959 arbeitete er mit Elio Vittorini und Italo Calvino an der Kulturzeitschrift Il Menabò und experimentiert mit neuen literarischen Formaten im Ambiente der Neoavanguardia.
In Pier Paolo Pasolinis Das 1. Evangelium – Matthäus übernahm er die Rolle des Herodes Antipas. 1966 arbeitete er mit Pasolini an dessen Film Große Vögel, kleine Vögel, in dem er die Erzählstimme übernahm.
Ab 1967 war Leonetti politisch in der extremen Linken aktiv, gründete 1968 die Zeitschrift Che fare und trat in die italienische kommunistische Partei ein. 
In den 1980er Jahren trat er der Redaktion der Zeitschrift Alfabeta bei und gründete schließlich Ende der 1990er Jahre die Zeitschrift Campo.

## Werke

### Gedichte
- La cantica, Arnoldo Mondadori Editore, 1959
- Percorso logico del 1960-75, Einaudi editore, 1976
- In uno scacco (nel settantotto), Einaudi editore, 1979
- Palla di filo (poemetto con commento), Manni editore, 1986
- Le scritte sconfinate, Scheiwiller editore, 1994

### Prosa
- Fumo, fuoco e dispetto, Einaudi editore, 1956
- Conoscenza per errore, Feltrinelli, 1961, (riedito con il titolo Conoscenza per errore (Studente di Bologna del ’48-49), Einaudi editore, 1978)
- L’incompleto, Garzanti, 1964, (riedito con il titolo L’incompleto (Nel mondo pieno di merci), Einaudi editore, 1980)
- Il tappeto volante, Mondadori, 1967
- Irati e sereni, Feltrinelli, 1974
- Campo di battaglia, Einaudi, 1981
- Piedi in cerca di cibo, Manni, 1995
- I piccolissimi e la circe, Manni, 1998.
- La voce del corvo. Una vita (1940–2001). Storie corte con «garbugli» per mano di Veronica Piraccini, DeriveApprodi, 2001.